# Ин Дис Момент
„Ин Дис Момент“ е алтърнатив метъл група от Скънектади, щата Ню Йорк, САЩ, сформирана през 2005 г.

## История
През 2005 г. певицата Мария Бринк и китаристът Крис Хоувърт се запознали чрез общи приятели. Между тях имало много общо, като започнали да пишат песни. По-късно към тях се присъединява барабанистът Джеф Фаб и китаристът Блейк Бънзъл. Групата записва демо песни и прави своя страница в MySpace. Демото включва песните Ashes, The Legacy of Odio, Next Life, This Moment и Prayers, а също така и кавър песента Postmortem на Slayer.
Дебютът на групата, Beautiful Tragedy, излиза на 20 март 2007 г. чрез лейбъла Century Media Records. На 30 септември 2008 г. излиза втори албум – The Dream. Той достига 73-то място в Billboard 200. През 2010 г. излиза A Star-Crossed Wasteland, а сингълът от него The Gun Show се превръща в откриваща песен за кеч шоуто TNA Against All Odds. На 14 август 2012 г. излиза и Blood, който се изкачва на 15-о място в Billboard 200.
Сингълът Sick Like Me излиза през август 2014 г., а през ноември е последван от новия албум Black Widow.

## Състав
| Сегашни членове - Мария Бринк – вокали, пиано (2005 – ) - Крис Хоуърт – китара, беквокали (2005 – ) - Ранди Уайзъл – китара, беквокали (2005 – ) - Травис Джонсън – бас, беквокали (2010 – ) - Том Хейн – барабани (2011 – ) |  | Предишни членове - Блейк Бънзъл – китара, беквокали (2005 – 2011) - Джош Нюуел – бас, беквокали (2005) - Джеси Ландри – бас, беквокали (2005 – 2009) - Кайл Конкиъл – бас, беквокали (2009 – 2010) - Джеф Фаб – барабани (2005 – 2011) |

## Дискография
| - Beautiful Tragedy (2007) - The Dream (2008) - A Star-Crossed Wasteland (2010) - Blood (2012) - Black Widow (2014) - Blood at the Orpheum (2014) - Rise of the Blood Legion - Greatest Hits (Chapter 1) (2015) | - Prayers (2006) - Beautiful Tragedy (2007) - Surrender (2007) - Forever (2008) - Call Me (2009) - The Gun Show (2010) - The Promise (2010) - Blood (2012) - Adrenalize (2013) - Whore (2013) - Sick Like Me (2014) - Big Bad Wolf (2014) - Sex Metal Barbie (2015) |